# Kazbiek Zankiszyjew
Kazbiek Kudabijewicz Zankiszyjew (ros. Казбек Кубадиевич Занкишиев; ur. 23 maja 1992, zm. 2 marca 2024) – rosyjski judoka, brązowy medalista mistrzostw świata, mistrz Europy, złoty medalista igrzysk europejskich.